# Pumpspeicherkraftwerk Blautal
Das PSW Blautal war ein geplantes Pumpspeicherkraftwerk im Alb-Donau-Kreis, westlich von Ulm im Gemeindegebiet Blaubeuren und Blaustein.
Projektträger waren das lokale Energieunternehmen SWU Stadtwerke Ulm/Neu-Ulm GmbH und Steinbruchunternehmen Eduard Merkle GmbH.

## Vorhaben
Von den Projektträgern wurde das Vorhaben wie folgt begründet:

„Der Anteil erneuerbarer Energien in Deutschland steigt immer weiter, was eine gute Entwicklung für den Klimaschutz ist. Die Region Ulm/Blaubeuren nimmt hierbei seit Jahren eine Führungsrolle ein: Mithilfe von Wasserkraftwerken, Windrädern und Photovoltaikanlagen wird überdurchschnittlich viel umweltfreundlicher Strom produziert, womit die Region unabhängiger von fossilen Brennstoffen wird. [...] Das Pumpspeicherkraftwerk Blautal würde den Stadtwerken Ulm/Neu-Ulm als regionalem Energieversorger helfen, Schwankungen auszugleichen und somit den selbst erzeugten sowie den von Bürgern und Betrieben eingespeisten Ökostrom so effizient wie möglich zu nutzen. Dabei sind Pumpspeicherkraftwerke eine bewährte und im Betrieb lärm- und emissionsfreie Technik, die für Arbeitsplätze vor Ort sorgt und über Jahrzehnte genutzt werden kann.“

Geplant war die Renaturierung eines Steinbruchs als Unterbecken. Das Oberbecken sollte in einem Waldgebiet, die Verbindung beider Becken mittels Druckstollen realisiert werden, sodass das Landschaftsbild nur minimal beeinträchtigt würde.
Als neutraler wissenschaftlicher Begleiter sollte das Öko-Institut den Planungsprozess begleiten und über Vor- und Nachteile des Projekts informieren. Dabei waren keine konkreten Wirtschaftlichkeitsberechnungen für das PSW Blautal geplant, sondern das Öko-Institut sollte lediglich zu grundsätzlichen Erwägungen zu kleinen Pumpspeicherkraftwerken und deren technischen und wirtschaftlichen Kennzahlen beraten.
Ursprünglich wurden Kosten von 70 Millionen Euro genannt. Im Dezember 2013 wurden die Kosten mit 80 bis 100 Millionen angegeben, diese Investition sei für die SWU nicht im Alleingang zu stemmen.
Am 6. Juli 2016 wurde bekanntgegeben, dass durch die Entwicklung am Strommarkt kein rentabler Betrieb zu erwarten ist. Das Projekt wurde daraufhin eingestellt.

## Technische Daten
| Technische Daten des PSW Blautal    | Technische Daten des PSW Blautal                                                         | Technische Daten des PSW Blautal                                                         |
| ----------------------------------- | ---------------------------------------------------------------------------------------- | ---------------------------------------------------------------------------------------- |
| Projektstand:                       | Projektbeginn: 1999 Raumordnungsverfahren seit 2005 Planfeststellungsverfahren entfällt. | Projektbeginn: 1999 Raumordnungsverfahren seit 2005 Planfeststellungsverfahren entfällt. |
| Flächenbedarf je Becken:            | 17–20 ha                                                                                 | 17–20 ha                                                                                 |
| Fallhöhe:                           | 162 m (149–174 m)                                                                        | 162 m (149–174 m)                                                                        |
| Beckenvolumen:                      | je 1,2 Mio. m³                                                                           | je 1,2 Mio. m³                                                                           |
| davon Arbeitsvolumen:               | 1,05 Mio. m³                                                                             | 1,05 Mio. m³                                                                             |
| Ausbaudurchfluss ca.:               | 42 m³/s                                                                                  | 42 m³/s                                                                                  |
| max. Betriebsdauer (Volllast):      | 6,6 h                                                                                    | 6,6 h                                                                                    |
| Druckstollen Länge / Durchmesser:   | 900 m                                                                                    | 5 m                                                                                      |
| Leistung:                           | 60 MW                                                                                    | 60 MW                                                                                    |
| Speicherkapazität (nach Verlusten): | 370 MWh                                                                                  | 370 MWh                                                                                  |
| Wirkungsgrad:                       | 80 %                                                                                     | 80 %                                                                                     |
|                                     | Unterbecken                                                                              | Oberbecken                                                                               |
| Gewässersohle ü. NN                 | 490,50 m                                                                                 | 653,00 m                                                                                 |
| Absenkziel ü. NN                    | 492,00 m                                                                                 | 655,00 m                                                                                 |
| Stauziel ü. NN                      | 506,00 m                                                                                 | 666,00 m                                                                                 |
| Beckendammhöhe                      | -                                                                                        | 16 m                                                                                     |
| Dammkronenbreite                    | -                                                                                        | 11 m                                                                                     |

## Kritik
Durch die Bürgerinitiative Kein PSKW im Blautal wurde das Bauvorhaben kritisiert. Sie sah dafür keine Notwendigkeit und befürchtete Probleme bezüglich Wirtschaftlichkeit der Anlage, einen massiven Eingriff in den Wasserhaushalt und während der Bauphase erhebliche Einbußen der Wohnqualität. Für den Damm hätten 510.000 m³ Material von Unter- zum Oberbecken transportiert werden müssen, was etwa 24.000 LKW-Fahrten zur Folge gehabt hätte.
Das PSW Blautal lag mit Kosten von 1,2 Mio. €/MW bzw. 0,2 Mio. €/MWh zu dieser Zeit im oberen Bereich bestehender und geplanter Pumpspeicherkraftwerke. Inwieweit der Wasserhaushalt beeinträchtigt worden wäre, hätte erst im Planfeststellungsverfahren geklärt werden können, eine wasserrechtliche Erlaubnis für Probebohrungen und das Errichten von Messstellen war bereits genehmigt.